# قرار مجلس الأمن التابع للأمم المتحدة رقم 531
قرار مجلس الأمن التابع للأمم المتحدة رقم 531، الذي تم تبنيه بالإجماع في 26 مايو 1983، نظر في تقرير الأمين العام بشأن قوة الأمم المتحدة لمراقبة فض الاشتباك. وأشار المجلس إلى الجهود التي تبذلها لإحلال سلام دائم وعادل في الشرق الأوسط، ولكنه أعرب أيضا عن قلقه إزاء حالة التوتر السائدة في المنطقة.
قرر القرار دعوة الأطراف المعنية إلى التنفيذ الفوري للقرار 338 (1973)، وجدد ولاية قوة المراقبة لمدة ستة أشهر أخرى حتى 30 نوفمبر 1983 وطلب من الأمين العام تقديم تقرير عن الوضع في نهاية المطاف. من تلك الفترة.